# Paunov rep
Paunov rep (lat. Padina pavonica) je vrsta smeđe alge iz porodice Dyctiotaceae, koja je rasprostranjena u Atlantskom oceanu i Sredozemnom moru. Živi u stjenovitim područjima.

## Opis
Talus je poprilično tanak, pričvršćen je za stijenu rizoidima. Kalcificiran je na jednoj ili obje površine. Gornja površina je pokrivena tankim slojem mulja, dok je donja svjetlosmeđe, tamnosmeđe ili maslinasto zelene boje. Na donjoj površini nalaze se koncentrične linije sastavljen od tankih, bjelkastih niti, odvojene 3-5 milimetara.